# S/2006 S 3
S/2006 S 3 — нерегулярный спутник планеты Сатурн с обратным орбитальным обращением.

## История открытия
S/2006 S 3 был открыт в серии наблюдений, начиная с 5 января 2006 года.
Сообщение об открытии сделано 30 июня 2006 года.